# Altiyan Childs
Altijan Juric (Mount Isa, Queensland, Australia; 10 de junio de 1975), conocido por su nombre artístico Altiyan Childs, es un cantautor australiano. Fue el ganador de la segunda temporada de The X Factor Australia en 2010, y posteriormente firmó con Sony Music Australia.
Su sencillo debut "Somewhere in the World" alcanzó el top 10 en Australia y Nueva Zelanda y su álbum debut homónimo alcanzó el número tres en la lista de álbumes ARIA, convirtiéndose en disco de platino. Su segundo álbum de estudio Born Before the Sun fue lanzado en septiembre de 2015 precedido por el lanzamiento de seis sencillos. En 2016 interpretó el papel principal en una producción de Queensland de Jesus Christ Superstar.

## Biografía

### 1975-2008: primeros años
Altiyan Childs nació como Altjian Juric en Mount Isa, Queensland, pero creció en Sídney. Su padre es de ascendencia croata y su madre es serbia. Childs y su hermana, Altiyana, recibieron el nombre de la hermana de su padre, Altijana, quien fue asesinada con solo dos meses de edad. A la edad de 13 años, Childs tuvo una banda en la escuela secundaria llamada Over the Top y, menos de dos años después de graduarse de la escuela secundaria, formó una banda llamada Masonia con Daniel Rivers, Mo Bloomfield y Nathan Meryment. La banda tuvo un éxito menor en 2004 con su single debut "Simple", que alcanzó el número 41 en la ARIA Singles Chart. Masonia se disolvió en 2008 y Childs decidió retirarse de la música.

### 2010:The X Factor Australia
Childs audicionó para la segunda temporada de The X Factor Australia en 2010. Al ubicarse en la categoría de mayores de 25 años, fue asesorado por el cantante irlandés Ronan Keating, quien lo seleccionó para la final –una serie de diez shows en vivo semanales en los que los concursantes son eliminados uno a uno por votación pública. Keating había recibido críticas del público australiano por enviar a Childs, ya que había olvidado sus letras varias veces durante la audición.
En las finales, sin embargo, Childs fue elogiado continuamente por los jueces, específicamente por sus interpretaciones de "Livin 'on a Prayer" de Bon Jovi, "Beautiful Day" de U2, "Eye of the Tiger", "Sex on Fire" de Kings of Leon y "Summer of '69" de Bryan Adams. Después de su actuación en la semana cinco, Childs desapareció de los ensayos y visitó una cueva en las playas del norte de Sídney en la necesidad de reconectarse con una "hermosa tristeza". Durante una entrevista de radio con 2Day FM, dijo: "Me di cuenta de golpe alrededor de las 2 a.m. que tenía que reconectarme con parte de mi tristeza, es mi poder secreto, es lo que me impulsa a través de la canción y enciende esa parte de mí, tiene que ver con la tristeza, necesitaba volver a algún lugar donde sintiera una cosa íntima y romántica con una memoria antigua y funcionó".
A lo largo de la competencia, Childs nunca llegó a los dos últimos participantes y terminó progresando hasta el espectáculo final con Sally Chatfield y Andrew Lawson. La gran gala final se llevó a cabo el 22 de noviembre de 2010 y durante la primera etapa de la presentación Lawson recibió la menor cantidad de votos públicos y fue eliminado automáticamente. Chatfield y Childs se convirtieron en los dos últimos y, después de que se contaron los votos del público, Childs resultó ganador del show. Al ganar, Childs recibió un contrato de grabación con el sello discográfico Sony Music Australia.

### 2010-presente: álbum debut y controversias
El sencillo debut de Childs "Somewhere in the World" estuvo disponible para su descarga luego de su victoria en The X Factor el 22 de noviembre de 2010. La canción debutó en el ARIA Singles Chart en el número ocho, y en el New Zealand Singles Chart en el número cinco. Su álbum debut homónimo fue lanzado en Australia y Nueva Zelanda el 10 de diciembre de 2010, con versiones regrabadas de las canciones que interpretó en The X Factor. El álbum alcanzó el puesto número tres en la lista de álbumes ARIA y fue certificado platino por la Asociación Australiana de la Industria de la Grabación (ARIA), por envíos de 70.000 copias. En Nueva Zelanda, el álbum alcanzó el número tres y fue certificado platino por la Recording Industry Association of New Zealand (RIANZ), con ventas de 15.000 copias.
El 4 de abril de 2011, el gerente personal de Childs fue arrestado luego de que la policía descubriera un laboratorio químico que se usaba para fabricar grandes cantidades de drogas prohibidas. Childs compartió la propiedad con otros compañeros, incluido su gerente, y se había mudado de ésta días antes de que ocurriera la redada. Su gerente también fue acusado de poseer armas ilegales como rifles, pistolas de perdigones y una pistola Taser. Sin embargo, Childs no fue acusado. En una entrevista con Today Tonight, que se transmitió en Seven Network el 11 de abril de 2011, Childs reveló que ganaba menos de lo que ganaba como conductor de montacargas, a pesar de lanzar un sencillo en 2010 y viajar por Australia. También reveló sus planes de casarse con su novia de 19 años, Nikki Kingston, a quien había conocido a través de Facebook. En junio de 2011, Childs afirmó en el programa de radio australiano The Kyle & Jackie O Show que estaba planeando una gira nacional por Australia en agosto de ese año y que, si su sello discográfico estaba de acuerdo, le gustaría lanzar un segundo álbum de estudio.
En enero de 2012, Childs fue declarado culpable de tener metanfetamina y marihuana en su sistema después de ser detenido mientras conducía en noviembre de 2011. Su licencia de conducir fue suspendida por seis meses y fue multado con $600. Como resultado del incidente, el ayuntamiento de Rockdale despojó a Childs de la llave de la ciudad que le había otorgado, lo que llevó a Childs a lanzar una diatriba alegando corrupción en el consejo. El incidente también resultó en una pelea entre Childs y su mentor de The X Factor, Ronan Keating. El 24 de enero de 2012, se anunció que Childs había terminado su relación con Sony Music Australia. Un portavoz del sello discográfico dijo: «Quería moverse en otra dirección y la decisión fue mutua. Le deseamos todo lo mejor». Durante este tiempo, Childs anunció en su página oficial de Facebook que publicaría unas memorias reveladoras tituladas Altiyan & Goliath, en las que detallaría las "verdades más profundas" del ascenso y caída de su carrera posterior a The X Factor.
A finales de 2012, Childs firmó con el sello independiente Oxygen Music Group. Se esperaba que su segundo álbum Born Before the Sun se lanzara en 2013. El primer sencillo, "Headlines", fue lanzado en diciembre de 2012 y no logró llegar al ARIA Top 100. En marzo de 2013, Oxygen Music anunció que Childs ya no era su cliente. Firmó con Vibe Management y se anunció que el cantante iría a los EE. UU. para firmar un contrato de grabación y realizar una serie de actuaciones y entrevistas, incluidos espectáculos en The Viper Room en Los Ángeles, el Hard Rock Hotel en San Diego y Discoteca Tao en Las Vegas. Un artículo en el Daily Telegraph informó que todos estos lugares negaban que Childs estuviera actuando en ellos. Childs regresó a Australia en mayo de 2013 y declaró en Facebook que el viaje no había salido según lo planeado porque su agente estadounidense lo había defraudado. Afirmó que ahora le han ofrecido un contrato para lanzar su álbum en los Estados Unidos y Francia. También afirmó que ya no estaba con Vibe Management.
El 20 de diciembre de 2013, Childs lanzó "Dreams" como el primer sencillo de su segundo álbum de estudio Born Before the Sun. El 13 de marzo de 2014, Childs lanzó de forma independiente el segundo sencillo del álbum "Girl". El tercer sencillo "Celebrity" fue lanzado el 4 de julio de 2014. Born Before the Sun fue lanzado el 27 de septiembre de 2015, a través del sello independiente 9LoveRecords. El álbum es una colección de material que Childs había escrito durante los últimos 15 años y llega casi cinco años después del lanzamiento de su álbum debut homónimo. Born Before the Sun estuvo disponible en formato digital, con copias físicas disponibles para comprar en su sitio web oficial.
En 2016, Altiyan fue elegido para el papel principal de Jesus Christ Superstar de Gateway Theatre Production. El espectáculo fue un éxito, agotando las entradas de las seis actuaciones en Queensland. El espectáculo se llevó a cabo en The Events Center en Caloundra con críticas positivas.

## Discografía

### Álbumes de estudio
| Título              | Detalles                                                                                                 | Posiciones pico | Posiciones pico | Certificaciones                 |
| Título              | Detalles                                                                                                 | AUS             | Nueva Zelanda   | Certificaciones                 |
| ------------------- | --- | --------------- | --------------- | ------------------------------- |
| Altiyan Childs      | - Lanzamiento: 10 de diciembre de 2010 - Formatos: CD, descarga digital - Disquera: Sony Music Australia | 3               | 3               | - ARIA: Platino - RMNZ: Platino |
| Born Before the Sun | - Lanzamiento: 27 de septiembre de 2015 - Formatos: CD, descarga digital - Discográfica: 9LoveRecords    | -               | -               |                                 |

### Sencillos
| Título                   | Año  | Posiciones pico | Posiciones pico | Certificaciones | Álbum                 |
| Título                   | Año  | AUS             | NZ              | Certificaciones | Álbum                 |
| ------------------------ | ---- | --------------- | --------------- | --------------- | --------------------- |
| "Somewhere in the World" | 2010 | 8               | 5               | - ARIA: Platino | Altiyan Childs        |
| "Ordinary Man"           | 2011 | 55              | —               |                 | Sencillos sin álbumes |
| "Headlines"              | 2012 | —               | —               |                 | Sencillos sin álbumes |
| "Dreams"                 | 2013 | —               | —               |                 | Born Before the Sun   |
| "Girl"                   | 2014 | —               | —               |                 | Born Before the Sun   |
| "Celebrity"              | 2014 | —               | —               |                 | Born Before the Sun   |
| "Water"                  | 2014 | —               | —               |                 | Born Before the Sun   |
| "Rise Up"                | 2015 | —               | —               |                 | Born Before the Sun   |
| "Kiss Me"                | 2015 | —               | —               |                 | Born Before the Sun   |
| "Driving"                | 2015 | —               | —               |                 | Born Before the Sun   |

## Premios y nominaciones
| Año  | Evento                                    | Premio                                   | Resultado |
| ---- | ----------------------------------------- | ---------------------------------------- | --------- |
| 2011 | ARIA Music Awards                         | Álbum más vendido (Altiyan Childs)       | Ganó      |
| 2011 | ARIA Music Awards                         | Artista australiano más popular          | Nominado  |
| 2013 | Australian Independent Music Video Awards | Mejor video de música rock ("Headlines") | Ganó      |

## Vida personal
A finales de 2016, Childs se casó con su novia, Samantha Greenland. La pareja tuvo una boda muy privada e íntima.